# USS LST-165
O USS LST-165 foi um navio de guerra norte-americano da classe LST que operou durante a Segunda Guerra Mundial.